# Тонтон (река)
Тонтон (англ. Taunton River) — река на юго-востоке штата Массачусетс в США. Протекает по округам Плимут и Бристол.
Длина реки — около 64 км (40 миль). Площадь водосборного бассейна — 1456 км² (562 кв. мили), по другим данным — 1368 км² (528 кв. миль).

## Описание
Тонтон начинается при слиянии рек Таун-Ривер и Матфилд в городе Бриджуотер. Течёт через города Галифакс, Мидлборо и Рейнхем, город Тонтон, Беркли, Дайтон, Сомерсет и Фритаун до Фолл-Ривер, где она вливается в залив Маунт-Хоп, рукав залива Наррагансетт.

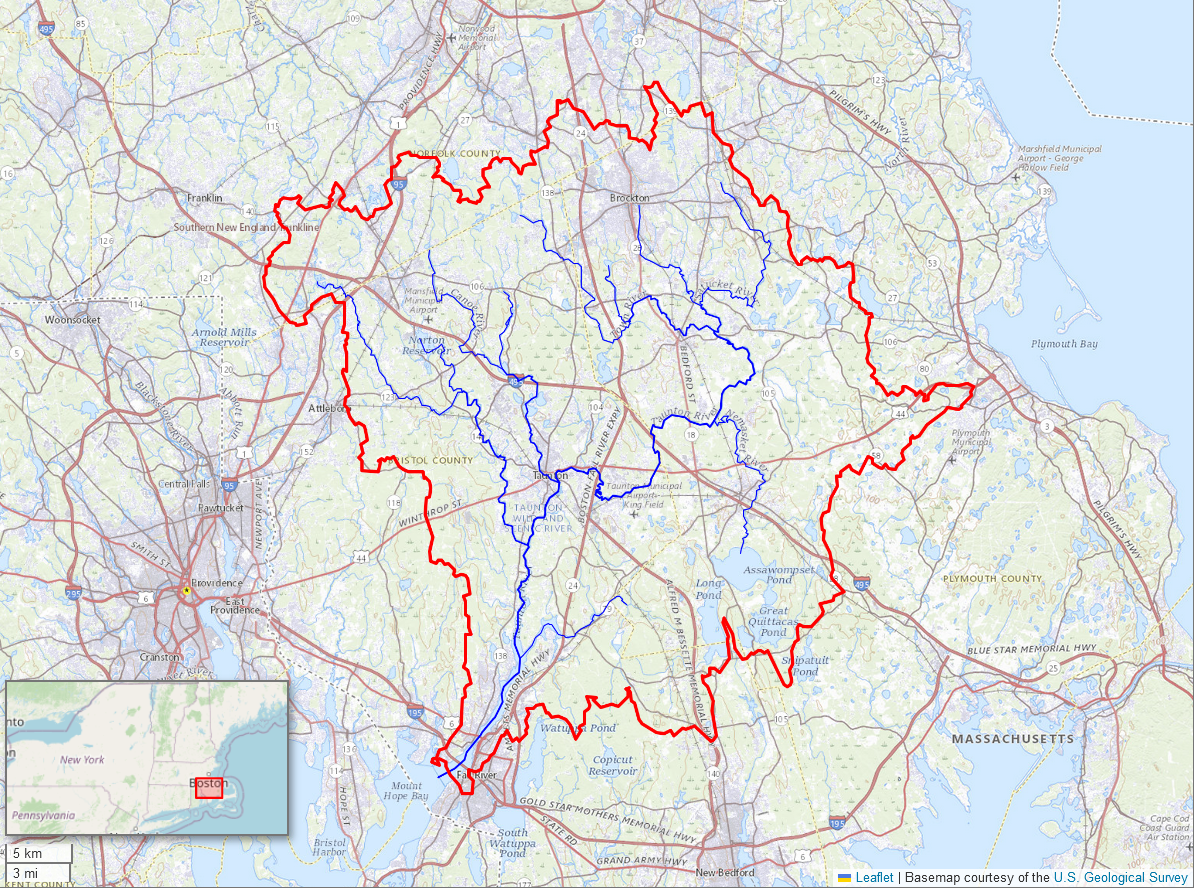
Водосборный бассейн реки

В водосбор реки входит Хокомокское болото, крупнейшее пресноводное водно-болотное угодье в штате.
Также река является самой длинной прибрежной рекой Новой Англии без плотин.

## Флора и фауна
Река является домом для разных видов, включая некоторых животных, которые не встречаются больше нигде в штате. Более 154 видов птиц (включая белоголовых орланов) были зарегистрированы вдоль реки. В водосборном бассейне обитает 28 видов пресмыкающихся и земноводных, а также 29 видов рыб, включая американскую палию и атлантического осётра.
Некоторые комплексные исследования по всей длине реки выявили более 70 видов рыб. Также в реке нашли местный вид бокоплавов, которая водится только в восточной части Новой Англии. Канадские выдры встречаются по всей реке, а обыкновенные тюлени были замечены в водосборе, а также в некоторых небольших притоках, таких как река Немаскет.
Бассейн реки также является домом для семи видов пресноводных мидий, а также крупнейших каспийско-черноморских сельдей в Новой Англии. Другие распространённые дикие животные включают речную выдру, норку, лисиц и оленей.